# Rosa Maria Sardà
Rosa Maria Sardà i Tàmaro  (Barcelona, 30 de julho de 1941 – 11 de junho de 2020) foi uma atriz e cómica espanhola.
Foi casada com o comediante Josep Maria Mainat (membro do grupo La Trinca) e é irmã do jornalista Xavier Sardà.
Morreu no dia 11 de junho de 2020 em Barcelona, aos 78 anos, em decorrência de um câncer.

## Filmografia
- 2008 Rivales
- 2007 Barcelona (un mapa)
- 2007 Chuecatown
- 2006 Vete de mí
- 2003 Te doy mis ojos
- 2002 A mi madre le gustan las mujeres
- 2002 Deseo
- 2002 Dos tipos duros
- 2002 El embrujo de Shangai
- 2002 El viaje de Carol
- 2001 Sin vergüenza
- 2001 Torrente 2: Misión en Marbella
- 2000 Anita no pierde el tren
- 1999 Todo sobre mi madre
- 1998 Amic/Amat
- 1998 La niña de tus ojos
- 1998 Mátame mucho
- 1997 Airbag
- 1997 Carícies
- 1997 Grandes ocasiones
- 1997 Siempre hay un camino a la derecha
- 1996 Actrius
- 1996 La duquesa roja
- 1995 El efecto mariposa
- 1995 Pareja de tres
- 1995 Suspiros de España (y Portugal)
- 1994 Alegre ma non troppo
- 1994 El hundimiento del Titanic
- 1994 Enciende mi pasión
- 1994 Escenas de una orgía en Formentera
- 1993 El cianuro... ¿sólo o con leche?
- 1992 ¿Por qué lo llaman amor cuando quieren decir sexo?
- 1992La fiebre del oro
- 1991 Ho sap, el ministre?
- 1990 Rateta, rateta
- 1990 Un submarí a les tovalles
- 1987 Moros y cristianos
- 1980 El vicario de Olot

## Teatro
- 2004: Witt
- 1982: Yo me bajo el la próxima ¿y usted?
- 1982: Duet per a violet

## Prêmios
- 1994  Melhor interpretação feminina coadjuvante, ¿Por qué lo llaman amor cuando quieren decir sexo?[vago]
- 2002 Melhor interpretação feminina coadjuvante, Sin vergüenza [vago]
- 2003: Fotogramas de Plata[vago]
- 2001: Unión de Actores[vago]
- 2001: Festival Internacional de Cine de Mar del Plata de 2001 , Anita no pierde el tren[vago]